# 乙酸铒
乙酸铒是铒的乙酸盐，化学式为Er(CH3COO)3。它可用于合成一些光学材料。

## 性质
乙酸铒的四水合物在90 °C受热分解，先得到无水物：
Er(CH3COO)3·4H2O → Er(CH3COO)3 + 4 H2O
继续加热至310 °C生成乙烯酮，但生成的乙烯酮又会很快和水反应：
Er(CH3COO)3 → Er(OH)(CH3COO)2 + CH2=C=O
CH2=C=O + H2O → CH3COOH
然后在350 °CEr(OH)(CH3COO)2进一步失去乙酸，得到ErOCH3COO，390 °C生成Er2O2CO3，并最终在590 °C生成Er2O3。